# Tormenta tropical Nida (2016)
La tormenta tropical severa Nida, conocida en Filipinas como la tormenta tropical severa Carina (designación internacional: 1604, designación JTWC: 06W), fue un ciclón tropical que azotó Luzón, Filipinas y Guangdong, China, a finales de julio y principios de agosto, respectivamente. La cuarta tormenta nombrada de la  temporada de tifones del Pacífico de 2016, Nida se formó el 28 de julio de 2016 como depresión tropical en el mar de Filipinas. Siguiendo generalmente de norte a noroeste, se intensificó hasta convertirse en una tormenta tropical severa y bordeó el norte de Luzón antes de girar hacia el oeste-noroeste, ingresar al Mar de China Meridional e intensificarse aún más. Nida tocó tierra en la península de Dapeng en Shenzhen a última hora del 1 de agosto y se disipó el 3 de agosto.
En el análisis posterior, la Agencia Meteorológica de Japón (JMA) rebajó la intensidad máxima de Nida a tormenta tropical severa con vientos de 110 km/h. Sin embargo, la mayoría de las otras agencias consideran que Nida es un tifón mínimo en su máxima intensidad.

## Historia meteorológica

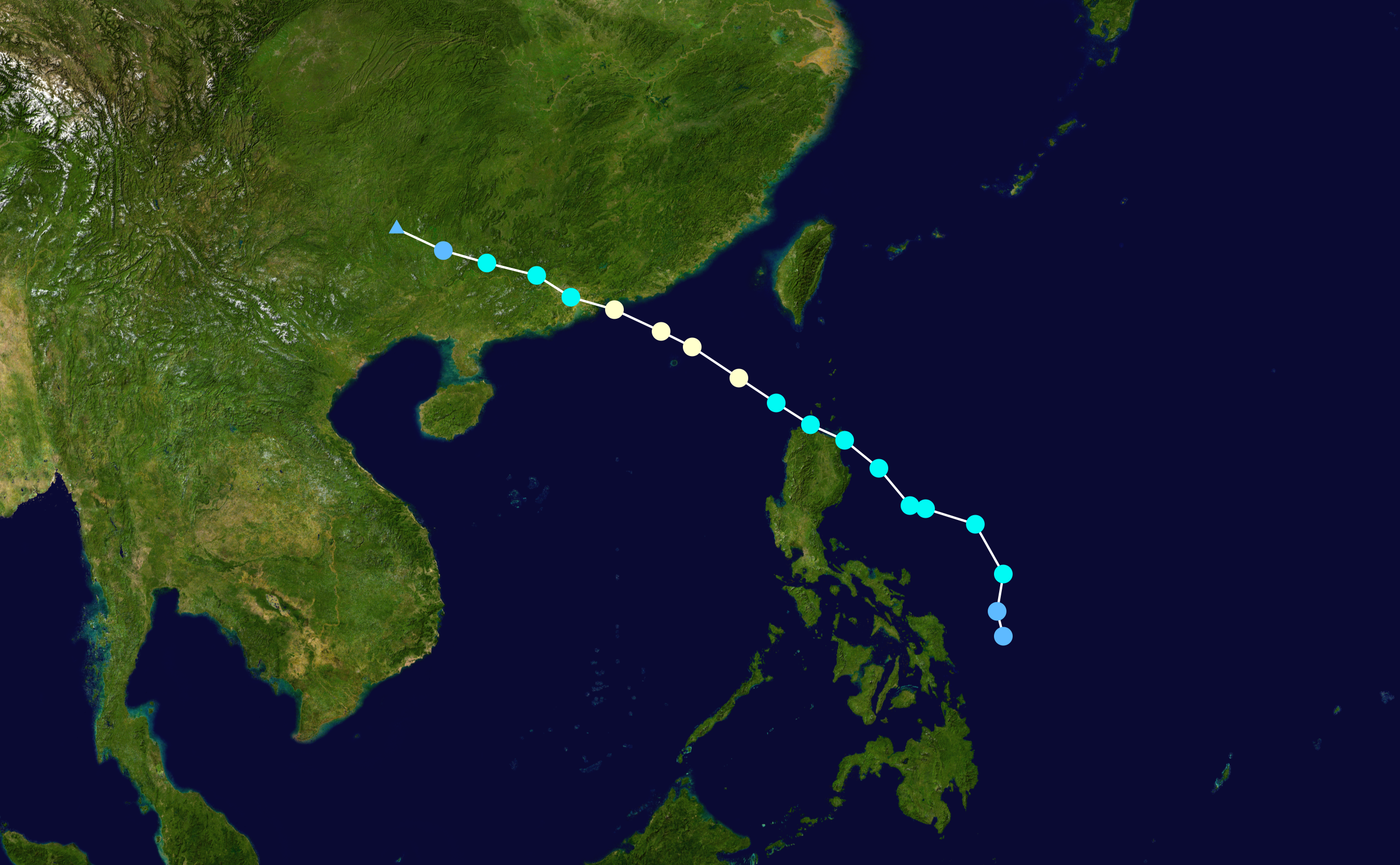
Mapa que traza la trayectoria y la intensidad de la tormenta, de acuerdo con la escala de huracanes de Saffir-Simpson

Durante el 28 de julio de 2016, la Agencia Meteorológica de Japón (JMA) comenzó a monitorear una depresión tropical que se había desarrollado a unos 1.020 km (635 millas) al este-sureste de Manila en Filipinas. El sistema tenía un amplio centro de circulación de bajo nivel que se estaba consolidando, con convección atmosférica desarrollándose al norte y al sur de la depresión. El sistema también se ubicó dentro de un entorno favorable para un mayor desarrollo con baja cizalladura vertical del viento y temperaturas muy cálidas en la superficie del mar. Durante el día siguiente, mientras el sistema se movía hacia el norte-noroeste bajo la influencia de una cresta subtropical de alta presión, la convección atmosférica profunda comenzó a envolver el centro de circulación de bajo nivel del sistema. Posteriormente, el Centro Conjunto de Advertencia de Tifones (JTWC) de los Estados Unidos emitió una alerta de formación de ciclones tropicales durante el 29 de julio, ya que el sistema se consolidó rápidamente, mientras que los modelos globales indicaban que la ciclogénesis tropical tendría lugar durante las próximas 24 horas. Durante ese día, a medida que el sistema se consolidaba aún más, tanto PAGASA como Centro Conjunto de Advertencia de Tifones (JTWC) iniciaron avisos sobre el sistema, el primero lo denominó Carina, mientras que el segundo lo clasificó como 06W.
El 31 de julio, Nida tocó tierra en el área entre Baggao y Gattaran de la provincia de Cagayán en Filipinas a las 13:20 PST (05:20 UTC) como una tormenta tropical severa. A las 03:35 CST del 2 de agosto (19:35 UTC del 1 de agosto), Nida tocó tierra en la península de Dapeng de Shenzhen, Guangdong, China como una tormenta tropical severa.

## Preparaciones e impacto

### Filipinas

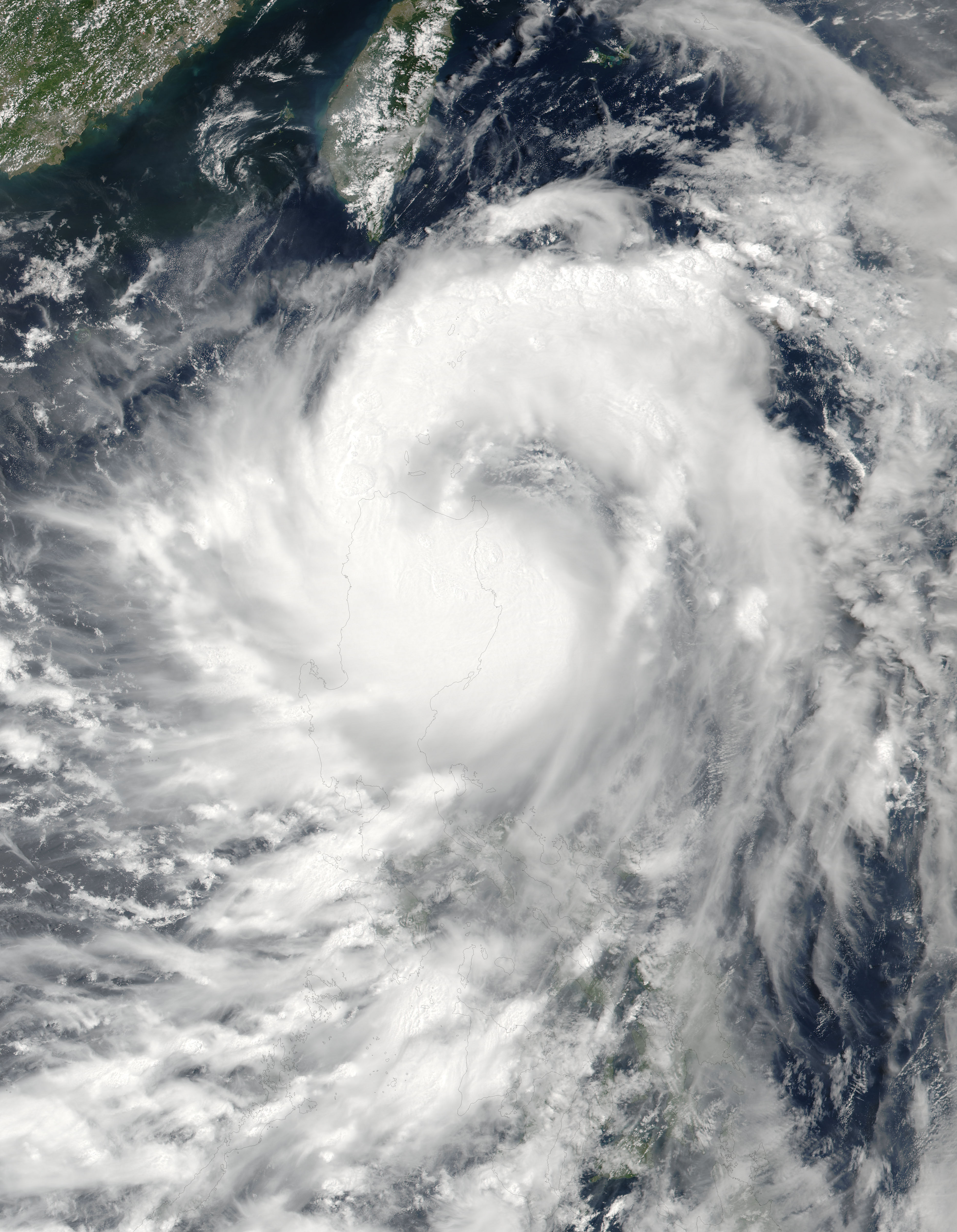
Tormenta tropical severa Nida sobre Luzón, Filipinas el 31 de julio de 2016

Antes de que la tormenta tropical Nida (conocida como Carina en Filipinas) tocara tierra en la provincia de Cagayán, PAGASA emitió una señal pública de advertencia número 2 en toda la Región Administrativa de la Cordillera. Mientras azota la parte nororiental de Filipinas, las provincias de Isabela, Cagayán, la provincia de Quirino, Abra, la provincia de Mt., Benguet, la provincia de Kalinga y la provincia de Ifugao informaron que algunas de sus carreteras principales no eran transitables debido a deslizamientos de tierra. A pesar de que los gobiernos locales de dichas áreas informaron que no hay víctimas, aún informaron que algunos de ellos resultaron heridos durante el tifón. Los daños en Ilocos Norte se estimaron en ₱19,38 millones (US $411 000).

### China continental
El tifón afectó a cinco provincias del sur de China (Guangdong, Guangxi, Guizhou, Hunan y Yunnan), afectando a 495.000 personas. De los afectados, 37.000 requirieron evacuación y 2.100 necesitaron asistencia de emergencia. Aproximadamente 300 viviendas y 2.700 hectáreas (6.700 acres) de cultivos fueron destruidas, mientras que otras 2.400 viviendas y 16.900 hectáreas (42.000 acres) de cultivos resultaron dañadas. 2 personas murieron en China continental y las pérdidas económicas totales se calcularon en 1.140 millones de yenes (172 millones de dólares estadounidenses).

### Hong Kong
El tifón provocó la cancelación de más de 180 vuelos en el Aeropuerto Internacional de Hong Kong. Vendavales a vientos con fuerza de tormenta de hasta 100 kilómetros por hora derribaron numerosos árboles durante el paso de la pared del ojo. Aunque la ciudad fue golpeada directamente por el tifón, las señales de advertencia de ciclones tropicales más altas no fueron necesarias ya que la fuerza del viento no justificó la emisión de señales más altas, debido al debilitamiento de Nida después de tocar tierra. Sin embargo, la señal del ciclón tropical No. 8 se mantuvo vigente durante 16 horas.

### Vietnam
Un puente colgante en el distrito de Bát Xát fue arrasado, dejando 16 hogares aislados. La tormenta también destruyó 17 casas en el país y dañó áreas sustanciales de cultivos. Los servicios de Internet en Vietnam también se ralentizaron después de que se cortara un cable submarino durante la tormenta. Nida mató a 4 personas en el norte de Vietnam y dejó a otras 7 desaparecidas. Las pérdidas económicas totales en Vietnam se calcularon en 144 millones de dólares estadounidenses.